# Marc Étienne
Marc Étienne est un plasticien français, né en 1971 à Arles. Il vit et travaille à Marseille.

## Biographie
Inspiré par la culture vernaculaire, interrogeant le rapport de l'homme à la nature et la représentation de cette dernière, Marc Étienne réalise des œuvres et installations à partir de cordes, bouts de bois, champignons, coquillages, reproductions de rochers, etc. Il est notamment connu pour ses amas de pierres auxquelles il insuffle une vie intérieure par le biais d'un système électrique et de soufflerie qui permet aux roches de « respirer » en se gonflant et dégonflant, ou de pousser des petits grognements.
Fortement influencé par la théorie de la « Vallée de l'étrange » du roboticien japonais Masahiro Mori (une de ses œuvres s'appelle ainsi Down the Uncanny Valley), Marc Étienne utilise majoritairement des reproductions en résines des différents éléments naturels qu'il évoque pour faire naître un sentiment d'authenticité, là où tout n'est que factice en réalité. De même, il n'hésite pas à réaliser des maquettes dans lesquelles les hommes apparaissent comme minuscules, comme écrasés par leur environnement naturel (La Vallée de l'étrange)
En 2007, il fait partie des onze artistes sélectionnés par Mathieu Mercier, dans le cadre de l'exposition Dérive, pour concourir au prix Fondation d'entreprise Ricard.

## Expositions personnelles

### 2007
- Folklore, galerie Vallois, Paris (28 septembre - 10 novembre)

### 2006
- Déjeuner avec Pavlov, galerie de Multiples, Paris

## Expositions collectives

### 2007
- Dérive, Fondation d'Entreprise Ricard, Paris
- LINK, proposition de la Galerie de Multiples, galerie Edward Mitterrand, Genève
- Archi-fiction, galerie Bonneau/Samanes, Marseille

### 2006
- Galerie des Grands Bains douches, Marseille

### 2004
- Il y eut un temps où les pierres marchaient et les montagnes s'ouvraient, Le Dojo, Nice